# Ronny Souto
Walder Alves Souto Amado, detto Ronny (Praia, 7 dicembre 1978), è un ex calciatore capoverdiano, di ruolo centrocampista, tecnico del Fola Esch.

## Carriera

### Giocatore

#### Club
Nel corso degli anni ha giocato 6 partite nei preliminari di Champions League e 2 partite nei preliminari di Europa League. In Lussemburgo ha giocato nell'F91 Dudelange e nel Fola Esch.

#### Nazionale
Tra il 2008 ed il 2013 ha totalizzato complessivamente 24 presenze ed una rete con la nazionale capoverdiana, con la quale ha anche partecipato alla Coppa d'Africa 2013.

### Allenatore
Nel 2024 diventa allenatore del Fola Esch, club della prima divisione lussemburghese.

## Palmarès

### Club

#### Competizioni nazionali
- Campionato lussemburghese: 5

F91 Dudelange: 2007-2008, 2008-2009, 2009-2010
Fola Esch: 2012-2013, 2014-2015
- Coppa del Lussemburgo: 1

F91 Dudelange: 2008-2009